# La Mama Muu torna a casa
La Mama Muu torna a casa (originalment en suec, Mamma Mu hittar hem) és una pel·lícula familiar d'animació sueca del 2022. La cinta està dirigida per Christian Ryltenius i Tomas Tivemark, i escrita per Peter Arrhenius. S'ha doblat i subtitulat al català.
La versió doblada al català es va estrenar als cinemes el 13 de maig de 2022. A Suècia, la pel·lícula estava pensada per estrenar-se l'11 de febrer de 2022, però a causa de les restriccions per la pandèmia de la COVID-19, l'estrena es va ajornar al 9 de setembre de 2022.

## Veus en suec
- Rachel Mohlin: Mamma Muu
- Johan Ulveson: el corb
- Tiffany Kronlöf: la cigonya
- Lo Ericsson: Lina
- August Tivemark: germà petit
- Tomas Tivemark: Bonden